# Bulgária nos Jogos Olímpicos de Verão de 2012
A Bulgária competiu nos Jogos Olímpicos de Verão de 2012, que aconteceram na cidade de Londres, no Reino Unido, de 27 de julho até 12 de agosto de 2012.

## Desempenho

### Atletismo
Masculino
| Atleta       | Evento          | Preliminar | Preliminar | Quartas-de-final | Quartas-de-final | Semifinal | Semifinal | Final       | Final       |
| Atleta       | Evento          | Marca      | Posição    | Marca            | Posição          | Marca     | Posição   | Marca       | Posição     |
| ------------ | --------------- | ---------- | ---------- | ---------------- | ---------------- | --------- | --------- | ----------- | ----------- |
| Viktor Ninov | Salto em altura | 2,16m      | 28º        |                  |                  |           |           | Não avançou | Não avançou |

### Halterofilismo(2 atletas)
Masculino
| Atleta      | Evento | Arranque (kg) | Arremesso (kg) | Total (kg) | Posição |
| ----------- | ------ | ------------- | -------------- | ---------- | ------- |
| Ivan Markov | -85kg  | 172,0         | 203,0          | 375,0      | 5º      |

Feminino
| Atleta       | Evento | Arranque (kg) | Arremesso (kg) | Total (kg) | Posição |
| ------------ | ------ | ------------- | -------------- | ---------- | ------- |
| Milka Maneva | -63kg  | 102,0         | 131,0          | 233,0      | 5º      |

### Lutas
A Bulgária conquistou cinco vagas na Copa do Mundo de Lutas de 2011, realizada em Istanbul, na Turquia, do dia 12 ao dia 18 de setembro de 2011.
- Categoria de peso -55 kg, na luta livre masculina;
- Categoria de peso -66 kg, na luta livre masculina;
- Categoria de peso -60 kg, na luta greco-romana masculina;
- Categoria de peso -96 kg, na luta greco-romana masculina;
- Categoria de peso -72 kg, na luta livre feminina.

### Natação
Masculino
| Atletas             | Evento            | Eliminatórias | Eliminatórias | Semifinal    | Semifinal | Final       | Final       |
| Atletas             | Evento            | Tempo         | Posição       | Tempo        | Posição   | Tempo       | Posição     |
| ------------------- | ----------------- | ------------- | ------------- | ------------ | --------- | ----------- | ----------- |
| Ventsislav Aydarski | 1500 m livre      | 15min34s86    | 28º           |              |           | Não avançou | Não avançou |
| Petar Stoychev      | Maratona aquática |               |               | 1h50min46s02 | 9º        |             |             |

Feminino
| Atletas            | Evento       | Eliminatórias | Eliminatórias | Semifinal   | Semifinal   | Final       | Final       |
| Atletas            | Evento       | Tempo         | Posição       | Tempo       | Posição     | Tempo       | Posição     |
| ------------------ | ------------ | ------------- | ------------- | ----------- | ----------- | ----------- | ----------- |
| Nina Rangelova     | 100 m livre  | 55s52         | 24º           | Não avançou | Não avançou | Não avançou | Não avançou |
| Nina Rangelova     | 200 m livre  | 1min59s21     | 19º           | Não avançou | Não avançou | Não avançou | Não avançou |
| Nina Rangelova     | 400 m livre  | 4min11s71     | 23º           |             |             | Não avançou | Não avançou |
| Ekaterina Avramova | 100 m costas | 1min02s20     | 31º           | Não Avançou | Não Avançou | Não Avançou | Não Avançou |
| Ekaterina Avramova | 200 m costas | 2min15s44     | 32º           | Não avançou | Não avançou | Não avançou | Não avançou |

### Tiro
Masculino
| Atleta      | Evento                | Qualificação | Qualificação | Final       | Final       | Posição |
| Atleta      | Evento                | Placar       | Posição      | Placar      | Total       | Posição |
| ----------- | --------------------- | ------------ | ------------ | ----------- | ----------- | ------- |
| Anton Rizov | Carabina de ar 10 m   | 593          | 22º          | Não avançou | Não avançou | 22º     |
| Anton Rizov | Carabina deitado 50 m |              |              |             |             |         |

Feminino
| Atleta           | Evento                | Qualificação | Qualificação | Final       | Final       | Posição |
| Atleta           | Evento                | Placar       | Posição      | Placar      | Total       | Posição |
| ---------------- | --------------------- | ------------ | ------------ | ----------- | ----------- | ------- |
| Antoaneta Boneva | Pistola de ar de 10 m | 384          | 9º           | Não avançou | Não avançou | 9º      |
| Maria Grozdeva   | Pistola de ar de 10 m | 378          | 24º          | Não avançou | Não avançou | 24º     |

### Tiro com arco(1 atleta)
| Atleta        | Prova                | Rodada de classificação | Rodada de classificação | Ronda dos 64                   | Ronda dos 32           | Ronda dos 16           | Quartos-finais         | Semifinais             | Final                  | Final       |
| Atleta        | Prova                | Placar                  | Pos.                    | Adversário e resultado         | Adversário e resultado | Adversário e resultado | Adversário e resultado | Adversário e resultado | Adversário e resultado | Pos.        |
| ------------- | -------------------- | ----------------------- | ----------------------- | ------------------------------ | ---------------------- | ---------------------- | ---------------------- | ---------------------- | ---------------------- | ----------- |
| Yavor Hristov | Individual masculino | 663                     | 35º                     | MEX L. Álvarez D 0-2, 0-2, 0-2 | Não avançou            | Não avançou            | Não avançou            | Não avançou            | Não avançou            | Não avançou |